# زنده ماندن در بازی
زنده ماندن در بازی (به انگلیسی: Survive the Game) یک فیلم اکشن و دلهره‌آور آمریکایی محصول سال ۲۰۲۱ به کارگردانی جیمز کالن برساک با بازی چاد مایکل موری و بروس ویلیس است.

## داستان
فیلم دربارهٔ مردی است که در مزرعه اش زندگی می‌کند. اما زمانی زندگی‌اش به خطر می‌افتد که یک پلیس و یک جفت جنایتکار خطرناک در آنجا ظاهر می‌شوند و …

## انتشار فیلم
این فیلم در ۷ اکتبر ۲۰۲۱ در ویدئو هنگام درخواست و در ۱۲ اکتبر ۲۰۲۱ به صورت دیسک بلوری و دی‌وی‌دی منتشر شد.

## بازخورد فیلم
این فیلم بر اساس شش نقد در راتن تومیتوز امتیاز ۱۷٪ دارد.